# Villiers (Nuova Aquitania)
Villiers è un comune francese di 825 abitanti situato nel dipartimento della Vienne nella regione della Nuova Aquitania.

## Società

### Evoluzione demografica
Abitanti censiti